# Oboa (regiszter)
Az Oboa vagy Hautbois egy orgonaregiszter, hangszerutánzó nyelvsíp. Francia eredetű elnevezés, magyar jelentése szó szerint hangos fa, de inkább Oboa. Francia romantikus regiszter, az ilyen diszpozícióval épült orgonák redőnyművére került a szóban forgó regiszter. Kizárólag 8’ magasságban épülő regiszter – elenyészően ritkán építették 4’ magasságban –, ezért kiválóan alkalmas egy adott dallam kiemelésére tenor vagy szoprán fekvésben. Anyagát tekintve lehet ón vagy réz, tölcsérének alakja szétterjedő, hangja gyengéd, de világos.